# Genner Sogn

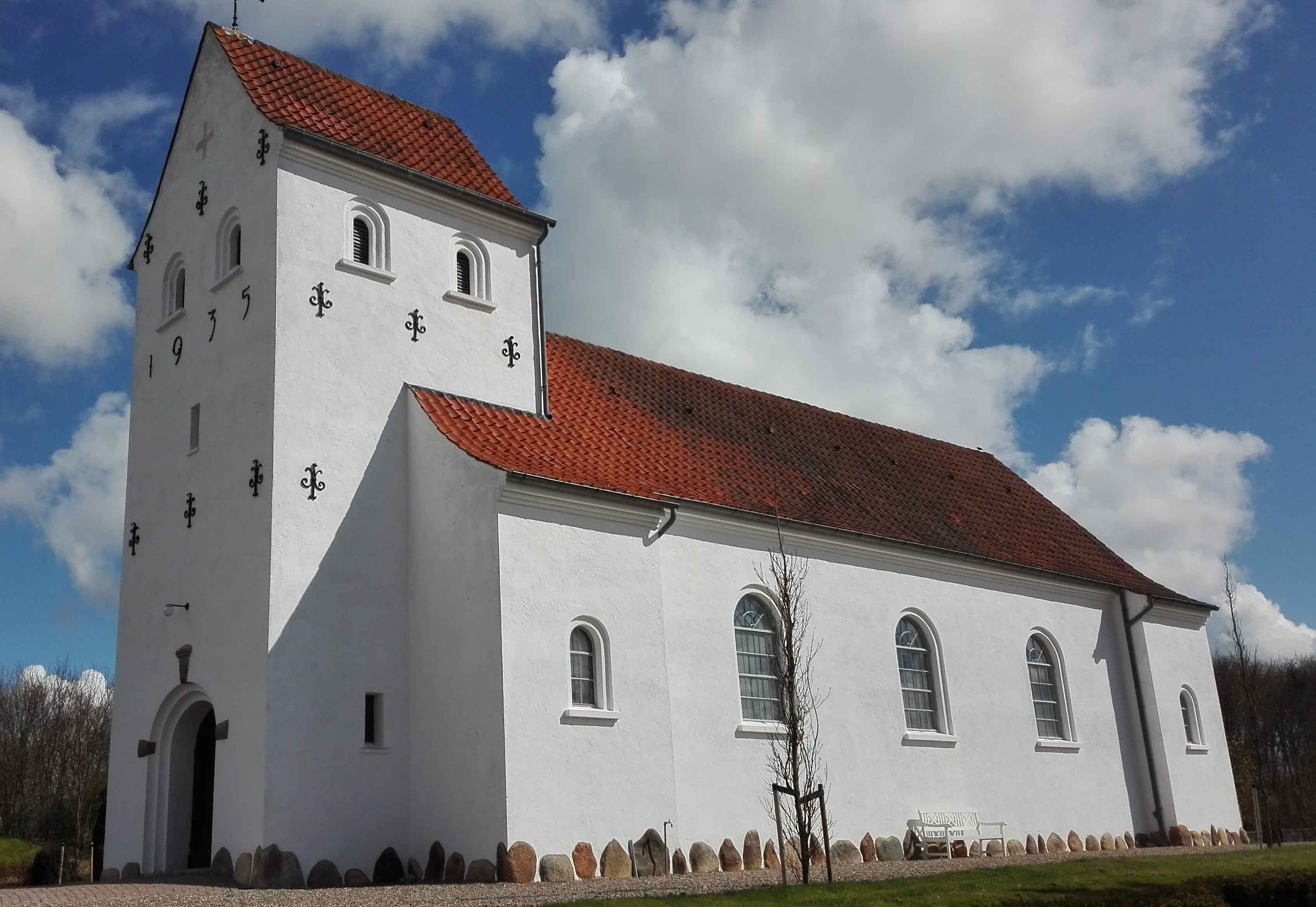
Genner Kirche

Genner Sogn (bis 1. Oktober 2010: Genner Kirkedistrikt  (dt.: Kirchenbezirk) im Øster Løgum Sogn) ist eine Kirchspielsgemeinde (dän.: Sogn) in Nordschleswig  im südlichen Dänemark. Bis zum 1. Oktober 2010 war sie lediglich eine Kirchenbezirk im Øster Løgum Sogn. Als zu diesem Termin sämtliche Kirchenbezirke Dänemarks aufgelöst wurden, wurde sie ein selbständiges Sogn.
Im Kirchspiel leben 908 Einwohner (Stand: 1. Januar 2025). Im Kirchspiel liegt die Kirche „Genner Kirke“.

## Geschichte
Bis 1970 gehörte Øster Løgum Sogn zur Harde Sønder Rangstrup Herred im damaligen Aabenraa-Sønderborg Amt, danach zur Rødekro Kommune im Sønderjyllands Amt, die im Zuge der Kommunalreform zum 1. Januar 2007 in der Aabenraa Kommune in der Region Syddanmark aufgegangen ist.